# Кеворкова Евгения Ивановна
Евгения Ивановна Кеворкова (урождённая Нелепа; 31 июля 1943, Бугуруслан, СССР — 29 ноября 2024, Москва) — советская спортсменка-конькобежка, мастер спорта СССР, призёр чемпионата СССР 1962 года по конькобежному спорту на дистанции 1500 метров, победитель Спартакиады Народов СССР 1966 года на дистанции 1500 метров, Чемпионка Казахской ССР 1961 года по классическому многоборью. Тренер по конькобежному спорту, Заместитель директора школы Зимних видов спорта МГФСО). Внесла значительный вклад в популяризацию конькобежного спорта, зимних видов спорта и спортивного образа жизни.

## Биография
Детство и юность провела в городе Вятка (Киров), Кировская Область. Проживала по улице Милицейской, дом 70, кв. 2. В 1959 году закончила с отличием и золотой медалью среднюю общеобразовательную школу № 21 (ул. Азина). По окончании школы обучалась с Кировском медицинском училище на фельдшерском факультете (ул. Дрелевского), закончила с отличием.
В 21 год (1964 г.) уехала в город Алма-Ата для тренировок на высокогорном катке Медео, позже была приглашена Спортивным обществом Динамо в город Москву.
После завершения спортивной карьеры в 1972 году работала тренером-преподавателем по конькобежному спорту (Калининская спортшкола (стадион в Лефортово), Спортивное общество «Трудовые резервы» (стадион «Трудовые резервы», сейчас стадион Вымпел)), с 1991 года по 2017 года работала Заместителем директора школы Зимних видов спорта МГФСО. Принимала участие в подготовке победителей и призёров зимних Олимпийских игр (1992—2018): Виктор Ан (шорт-трек), Сергей Шуплецо́в (фристайл) и др.
Закончила Историко-архивный институт в г. Москве.
В фильме Цена Быстрых Секунд (СССР, МОСФИЛЬМ, 1971) Женя Нелепа снимается во всех сценах на катке вместо актрисы главной героини (ошибочно указана как Елена Нелепа).

## Ученицы и ученики по тренерской работе
| Бондаренко Екатерина |
| Варакина Ирина       |
| Володина Екатерина   |
| Гордеев Кирилл       |
| Истомин Алексей      |
| Кудинова Наталья     |
| Курьянова Татьяна    |
| Логутева Светлана    |
| Мешко Татьяна        |
| Танаева Виктория     |
| Фомина Татьяна       |
| Червинская Наталья   |

## Коллеги по тренерской и спортивной работе
| Бухаров Александр (Спортивное общество «Динамо»)     |
| Бычков Николай (Спортивное общество «Спартак»)       |
| Бычкова Тамара (Департамент спорта города Москвы)    |
| Жарков Александр (Спортивное общество «Динамо»)      |
| Комаров Владимир (Федерация конькобежного спорта)    |
| Осадченко Людмилла (ГЦОЛИФК)                         |
| Петрусева Наталья (Департамент спорта города Москвы) |

## Семья
Бабушка (по матери) Евгения Викентьевна Венгловская (… — 1979)
Мать Наталья Болеславовна Перова (1917—1992)
Отец Нелепа Иван (… — 1941)
Отчим Синцов Леонид Семенович (… — 1987)
Первый муж (1971—1975) Епанешников Виктор Алексеевич, джазовый барабанщик, участник джаз-ансамбля Аллегро
Второй муж (1977—1991) Кеворков Виталий Григорьевич, преподаватель математики в МИЭМ
Сын Алексей (1973 г.р.)
Внучка Таисия (2023 г.р.)